# Dap Prampi Mesa Chokchey
Dap Prampi Mesa Chokchey (Khmer ដប់ប្រាំពីរមេសាមហាជោគជ័យ, wörtlich „Ruhmreicher 17. April“) war die Nationalhymne des ehemaligen Demokratischen Kampuchea während der Herrschaft der Roten Khmer von Januar 1976 bis Januar 1979.

## Text
| Khmer | Transkription | Deutsche Übersetzung |
| ឈាមក្រហមច្រាល ស្រោចសព៌ក្រុងវាល កម្ពុជាមាតុភូមិ ឈាមកម្មករ កសិករដ៏ឧត្តម ឈាមយុទ្ធជន យុទ្ធនារីបដិវត្តិ ។ ឈាមប្រែក្លាយជា កំហឹងខ្លាំងក្លា តសូមោះមុត ដប់ប្រាំពីរមេសា ក្រោមទង់បដិវត្តិ ឈាមរំដោះ អំពីភាពខ្ញុំគេ ។ ជយោ ! ជយោ ! ដប់ប្រាំពីរមេសាជោគជ័យ មហាអស្ចារ្យមានន័យធំធេង លើសសម័យអង្គរ ! យើងរួបរួមគ្នា កសាងកម្ពុជានឹងសង្គមថ្មីបវរ ប្រជាធិបតេយ្យ សមភាពនឹងយុត្ដិធម៌ តាមមាគ៌឵ម្ចាស់ការ ឯករាជ្យរឹងមាំ ប្ដេជ្ញាដាច់ខាត ការពារមាតុភូមិ ទឹកដីឧត្តម បដិវត្តដ៏រុងរឿង ជយោ ! ជយោ ! កម្ពុជាថ្មី ប្រជាធិបតេយ្យ សំបូរថ្កុំថ្កើង ប្តេជ្ញាជ្រោងគ្រវី ទង់បដិវត្តិក្រហមខ្ពស់ឡើង សាងមាតុភូមិយើង អោយចំរើនលោតផ្លោះ មហារុងរឿង មហាអស្ចារ្យ ! | Chiəm krɑhɑɑm craal sraoc sarəp kroŋ wiəl Kampuciə miəto-phuum Chiəm kamməkɑɑ kasekɑɑ dɑɑ qutdɑm chiəm yuttə-cu˘ən yuttə-niərii paqtewo˘ət. Chiəm prae klaay ciə kɑmhəŋ klaŋ klaa tɑɑ sou mu˘əh mut Dɑp-pram-pii meesaa kraom tu˘əŋ paqtewo˘ət chiəm rumdɑh qɑmpii phiəp kñom kei. Ce˘əyoo! Ce˘əyoo! Dɑp-pram-pii meesaa cook-cəy mɔhaa qɑhcaa miən nəy thom-theeŋ ləə samay Qɑŋkɔɔ! Yəəŋ ruəp-ruəm kniə kɑɑ-saaŋ Kampuciə nɨŋ sɑŋkum tməy bɑɑwɑɑ prɑciə-thɨppətay saa-mɔɔ-phiəp nɨŋ yuttə-thɔə taam miəkiə mcah kaa qaekkəriəc rɨŋ mo˘əm. Pdacñaa dac khaat kaapiə miəto-phuum tɨk dəy qutdɑm paqtewo˘ət dɑɑ ruŋ-rɨəŋ! Ce˘əyoo! Ce˘əyoo! Ce˘əyoo! Kampuciə tməy prɑciə-thippətay sɑmboo tkom tkaəŋ Pdacñaa crooŋ krɔwii tu˘əŋ paqtewo˘ət krɑhɑɑm kpu˘əh laəŋ saaŋ miəto-phuum yəəŋ qaoy cɑmraən loot plɑh mɔhaa ruŋ-rɨəŋ mɔhaa qɑhcaa! | Das scharlachrote Blut Floss über die Städte und Ebenen unserer Heimat, Kampuchea. Das Blut unserer guten Arbeiter und Bauern, Das unserer revolutionären Kämpfer Blut, sowohl Männer als auch Frauen. Ihr Blut erzeugte eine große Wut und Mut, Mit Heldentum zu kämpfen. Am 17. April unter dem revolutionären Banner, Befreit uns ihr Blut aus dem Zustand der Sklaverei. Hurra, hurra, für den glorreichen 17. April! Der wunderbare Sieg hatte eine größere Bedeutung Als die Angkor-Periode! Wir vereinen, Um ein Kampuchea mit einer neuen und besseren Gesellschaft zu bauen, Demokratisch, egalitär und gerecht. Folgen wir der Straße nach fest-basierter Unabhängigkeit. Wir garantieren absolut unserer Heimat zu verteidigen, Unser schönes Gebiet, unsere herrliche Revolution! Hurra, hurra, hurra! Für das neue Kampuchea, Ein herrliches, demokratisches Land der Fülle! Wir garantieren, in der Luft zu heben und zu schwenken die rote Fahne der Revolution. Wir machen unsere Heimat wohlhabender als alle anderen, Herrlich, wunderbar! |